# Mikhail Yakovlev
Mikhail Andreyevich Yakovlev (tiếng Nga: Михаил Андреевич Яковлев; sinh ngày 29 tháng 1 năm 1996) là một cầu thủ bóng đá người Nga. Anh thi đấu cho F.K. Spartak Kostroma.

## Sự nghiệp câu lạc bộ
Anh ra mắt chuyên nghiệp tại Giải bóng đá chuyên nghiệp quốc gia Nga cho F.K. Spartak Kostroma vào ngày 11 tháng 10 năm 2014 trong trận đấu với FC Strogino Moskva.